# زمردی آندی
زمردی آندی (نام علمی: Amazilia franciae) نام یک گونه از سرده آمازیلیا است.